# Molí d'en Dou
Molí d'en Dou és un molí del municipi de l'Escala protegit com a bé cultural d'interès local.

## Descripció
Situat a l'oest del nucli urbà de la població de l'Escala, molt a prop de la variant de l'autopista AP-7 i a l'altra banda del veïnat de les Corts, damunt del cabal del rec del Molí.
Conjunt format per diversos cossos edificats, que li proporcionen una planta més o menys rectangular. S'estructura a partir de tres grans cossos adossats, amb diverses construccions annexes, i es troba delimitat per una tanca de pedra que engloba tot el conjunt. L'edifici principal és de planta rectangular, amb la coberta a dues vessants de teula i que consta de planta baixa i dos pisos. Presenta un cos adossat al sud, amb terrassa al nivell de la primera planta i una successió de tres grans arcades apuntades, amb el basament atalussat, a la planta baixa. Unes escales exteriors de dos trams donen accés a una de les portes d'entrada a l'edifici i a la mateixa terrassa. La façana sud presenta dos contraforts de pedra, fins al nivell de la primera planta. La façana principal, orientada a l'oest, presenta dos portals d'arc rebaixat, bastits amb carreus de pedra escairats, a la planta baixa. Al pis hi ha tres balcons exempts, amb els finestrals emmarcats amb pedra i el central amb la llinda plana. A la segona planta, petites finestres rectangulars emmarcades també amb pedra. La resta d'obertures de la construcció són rectangulars i estan emmarcades amb carreus de pedra.
L'edifici adossat al costat nord de la casa és la part originàriament destinada a les tasques del molí. De planta rectangular, coberta a dues aigües i dos pisos, presenta les obertures emmarcades amb carreus de pedra i les llindes planes. A la banda oest hi ha la bassa, delimitada al sud per una altra construcció annexa. En canvi, a la banda l'est, hi ha una terrassa descoberta i dues crugies petites, una de les quals presenta una arcada de mig punt per on entra l'aigua del rec fins a la bassa. A la part posterior hi ha l'últim cos adossat transversalment a la resta. Consta de planta baixa i dos pisos, amb la coberta a dues aigües de teula i les obertures emmarcades amb carreus desbastats i llindes planes.
El conjunt es completa amb altres construccions annexes, de les que destaca l'edifici destinat als corrals, amb la coberta a un sol vessant i format per dues grans arcades de mig punt.
Tota la construcció està bastida amb pedra de diverses mides, sense desbastar, disposada formant filades més o menys regulars i lligada amb morter. Les cantonades presenten carreus desbastats.

## Història
El conjunt data dels segles XVI-XVII. Hi ha una documentació relativa al molí d'en Dou, que parla de les barcasses que en el segle xvi podien arribar-hi encara a través de l'antiga desembocadura del Ter, tot i que el curs del riu havia estat desviat en època baix medieval cap a Torroella de Montgrí.
Més tard s'hi va instal·lar la central elèctrica Planas i Flaquer que donava llum a l'Escala.
L'any 1986 s'hi conservava tot el conjunt de moles velles, trull d'oli i premsa, i maquinària diversa.
Actualment alberga un restaurant.